# Svenska hockeyligan
La Svenska hockeyligan, (fino al 2013 Elitserien, in lingua inglese anche come Swedish Hockey League, SHL o Swedish Elite League, SEL) è una lega professionistica di hockey su ghiaccio svedese, composta attualmente da 14 squadre. È il massimo campionato svedese nonché uno dei più importanti e seguiti al mondo, dietro solo a leghe sovranazionali come la NHL e la KHL.
La prima stagione sotto il nome Elitserien è stata giocata nel 1975-76, dalla stagione 2013-2014 la Lega assume il nuovo nome di Svenska hockeyligan. I primi campionati di hockey svedesi risalgono invece al 1922. Dalla stagione 2015-2016 il numero delle squadre partecipanti è passato da 12 a 14.

## Squadre
Le squadre militanti in Svenska hockeyligan nella stagione 2016-2017 sono:
| Team           | Città      | Arena                    | Capacità |
| -------------- | ---------- | ------------------------ | -------- |
| Brynäs         | Gävle      | Läkerol Arena            | 8.265    |
| Djurgården     | Stoccolma  | Hovet                    | 8.094    |
| Frölunda       | Göteborg   | Scandinavium             | 12.044   |
| Färjestad      | Karlstad   | Löfbergs Lila Arena      | 8.647    |
| HV71           | Jönköping  | Kinnarps Arena           | 7.038    |
| Karlskrona     | Karlskrona | Telenor Arena Karlskrona | 3.464    |
| Leksand        | Leksand    | Tegera Arena             | 7.650    |
| Linköping      | Linköping  | Cloetta Center           | 8.500    |
| Luleå          | Luleå      | Coop Arena               | 6.000    |
| Malmö          | Malmö      | Malmö Arena              | 13.000   |
| Rögle          | Ängelholm  | Lindab Arena             | 5.150    |
| Skellefteå AIK | Skellefteå | Skellefteå Kraft Arena   | 6.001    |
| Växjö Lakers   | Växjö      | Vida Arena               | 5.000    |
| Örebro         | Örebro     | Behrn Arena              | 5.150    |

## Albo d'oro

### Vincitori Playoff (Campioni di Svezia)
- 1976 ·  Brynäs
- 1977 ·  Brynäs
- 1978 ·  Skellefteå AIK
- 1979 ·  MODO
- 1980 ·  Brynäs

- 1981 ·  Färjestad
- 1982 ·  AIK
- 1983 ·  Djurgården
- 1984 ·  AIK
- 1985 ·  Södertälje SK
- 1986 ·  Färjestad
- 1987 ·  IF Björklöven
- 1988 ·  Färjestad
- 1989 ·  Djurgården
- 1990 ·  Djurgården

- 1991 ·  Djurgården

- 1992 ·  Malmö
- 1993 ·  Brynäs
- 1994 ·  Malmö
- 1995 ·  HV71
- 1996 ·  Luleå
- 1997 ·  Färjestad
- 1998 ·  Färjestad
- 1999 ·  Brynäs
- 2000 ·  Djurgården

- 2001 ·  Djurgården
- 2002 ·  Färjestad
- 2003 ·  Frölunda
- 2004 ·  HV71
- 2005 ·  Frölunda
- 2006 ·  Färjestad
- 2007 ·  MODO

- 2008 ·  HV71
- 2009 ·  Färjestad
- 2010 ·  HV71

- 2011 ·  Färjestad
- 2012 ·  Brynäs
- 2013 ·  Skellefteå AIK
- 2014 ·  Skellefteå AIK
- 2015 ·  Växjö Lakers
- 2016 ·  Frölunda
- 2017 ·  HV71
- 2018 ·  Växjö Lakers
- 2019 ·  Frölunda
- 2020 · Non assegnato a causa della pandemia di COVID-19

- 2021 ·  Växjö Lakers
- 2022 ·  Rögle

### Vincitori Stagione Regolare
- 1976 ·  Brynäs
- 1977 ·  Brynäs
- 1978 ·  Brynäs
- 1979 ·  MODO
- 1980 ·  Leksand
- 1981 ·  Skellefteå AIK
- 1982 ·  Färjestad
- 1983 ·  Färjestad
- 1984 ·  AIK
- 1985 ·  Djurgården
- 1986 ·  Färjestad
- 1987 ·  Färjestad
- 1988 ·  Djurgården
- 1989 ·  Djurgården
- 1990 ·  Färjestad
- 1991 ·  Djurgården

- 1992 ·  Färjestad
- 1993 ·  Västerås
- 1994 ·  Leksand
- 1995 ·  Djurgården
- 1996 ·  Luleå
- 1997 ·  Leksand
- 1998 ·  Djurgården
- 1999 ·  MODO
- 2000 ·  Djurgården
- 2001 ·  Djurgården
- 2002 ·  Färjestad
- 2003 ·  Frölunda
- 2004 ·  HV71
- 2005 ·  Frölunda
- 2006 ·  HV71
- 2007 ·  Färjestad

- 2008 ·  HV71
- 2009 ·  Färjestad
- 2010 ·  HV71
- 2011 ·  HV71
- 2012 ·  Luleå
- 2013 ·  Skellefteå AIK
- 2014 ·  Skellefteå AIK
- 2015 ·  Skellefteå AIK
- 2016 ·  Skellefteå AIK
- 2017 ·  HV71
- 2018 ·  Växjö Lakers
- 2019 ·  Frölunda
- 2020 · Non assegnato a causa della pandemia di COVID-19

- 2021 ·  Växjö Lakers
- 2022 ·  Färjestad

### Titoli vinti per squadra
| Squadra        | Titoli | Anni                                                 |
| -------------- | ------ | ---------------------------------------------------- |
| Färjestad      | 9      | 1981, 1986, 1988, 1997, 1998, 2002, 2006, 2009, 2011 |
| Brynäs         | 6      | 1976, 1977, 1980, 1993, 1999, 2012                   |
| Djurgården     | 6      | 1983, 1989, 1990, 1991, 2000, 2001                   |
| HV71           | 5      | 1995, 2004, 2008, 2010, 2017                         |
| Frölunda       | 4      | 2003, 2005, 2016, 2019                               |
| Skellefteå AIK | 3      | 1978, 2013, 2014                                     |
| Växjö Lakers   | 3      | 2015, 2018, 2020                                     |
| MODO           | 2      | 1979, 2007                                           |
| Malmö          | 2      | 1992, 1994                                           |
| AIK            | 2      | 1982, 1984                                           |
| Luleå          | 2      | 1996, 2025                                           |
| IF Björklöven  | 1      | 1987                                                 |
| Södertälje SK  | 1      | 1985                                                 |